# Pirates of Monterey
Pirates of Monterey é um filme de faroeste estadunidense de 1947, dirigido por Alfred L. Werker e estrelado por Maria Montez e Rod Cameron. Foi o último filme que ela fez para a Universal Pictures.

## Elenco
- Maria Montez como Marguerita Novarro
- Rod Cameron como Phillip Kent
- Gilbert Roland como Major De Roja
- Gale Sondergaard como Senorita De Sola
- Philip Reed como Tenente Carlos Ortega
- Michael Raffetto como Sargento Gomara

## Produção
Rod Cameron impressionou a Universal Pictures contracenando com Yvonne De Carlo em Salome, Where She Danced (1945). O estúdio esperava escalá-lo para um filme em cores ao lado de Maria Montez. Era para ser Frontier Gal, mas Montez se recusou a fazer o filme e foi suspenso. Em vez disso, De Caro contracenou com Cameron.
Eventualmente, Montez concordou em trabalhar com Cameron no filme, e Earle C. Kenton foi anunciado para dirigi-lo em abril de 1946.
Mikhail Rasumny foi emprestado pela Paramount para aparecer no filme.

## Recepção
De acordo com o The New York Times, "O roteiro deste romance foi aparentemente datilografado mecanicamente em uma velha máquina de escrever no Universal Studios, chegando a 200 páginas, enquanto os roteiristas bebiam gim ou dormiam. O cavalheiro que o dirigiu - Alfred Werker, que estava lá fora - obviamente fez seu trabalho da mesma maneira cansada e mecânica".